# شهرداری آسپیندزا
شهرداری آسپیندزا (گرجی: ასპინძის მუნიციპალიტეტი) یک شهرداری در استان سامتسخه-جاواختی گرجستان است. مرکز اداری آن آسپیندزا است.
جمعیت: ۱۰۳۷۲ 
مساحت: ۸۲۵ کیلومتر مربع